# Indice de la pauvreté multidimensionnelle
Pour les articles homonymes, voir IPM.
L'indice de la pauvreté multidimensionnelle (IPM), en anglais Multidimensional Poverty Index (MPI), aussi traduit indice de pauvreté multidimensionnelle, est un indice statistique évaluant la pauvreté dans les pays en développement, créé par un département de l'Université d'Oxford en 2010 et utilisé par le Programme des Nations unies pour le développement (PNUD) pour son Rapport sur le développement humain d'octobre 2010.

## Calcul
La mesure de la pauvreté est le plus souvent basée sur un seul indicateur essentiel, le revenu (par exemple le seuil de pauvreté : 1,25 $ par jour). Cette approche de la pauvreté ne fournit qu'une image partielle de celle-ci, d'où le travail de Sabina Alkire et Maria Emma Santos de l'OPHI (Oxford Poverty & Human Development Initiative (en)) qui ont travaillé à partir de dix indicateurs de la pauvreté à la fois, d'où son caractère « multidimensionnel » :

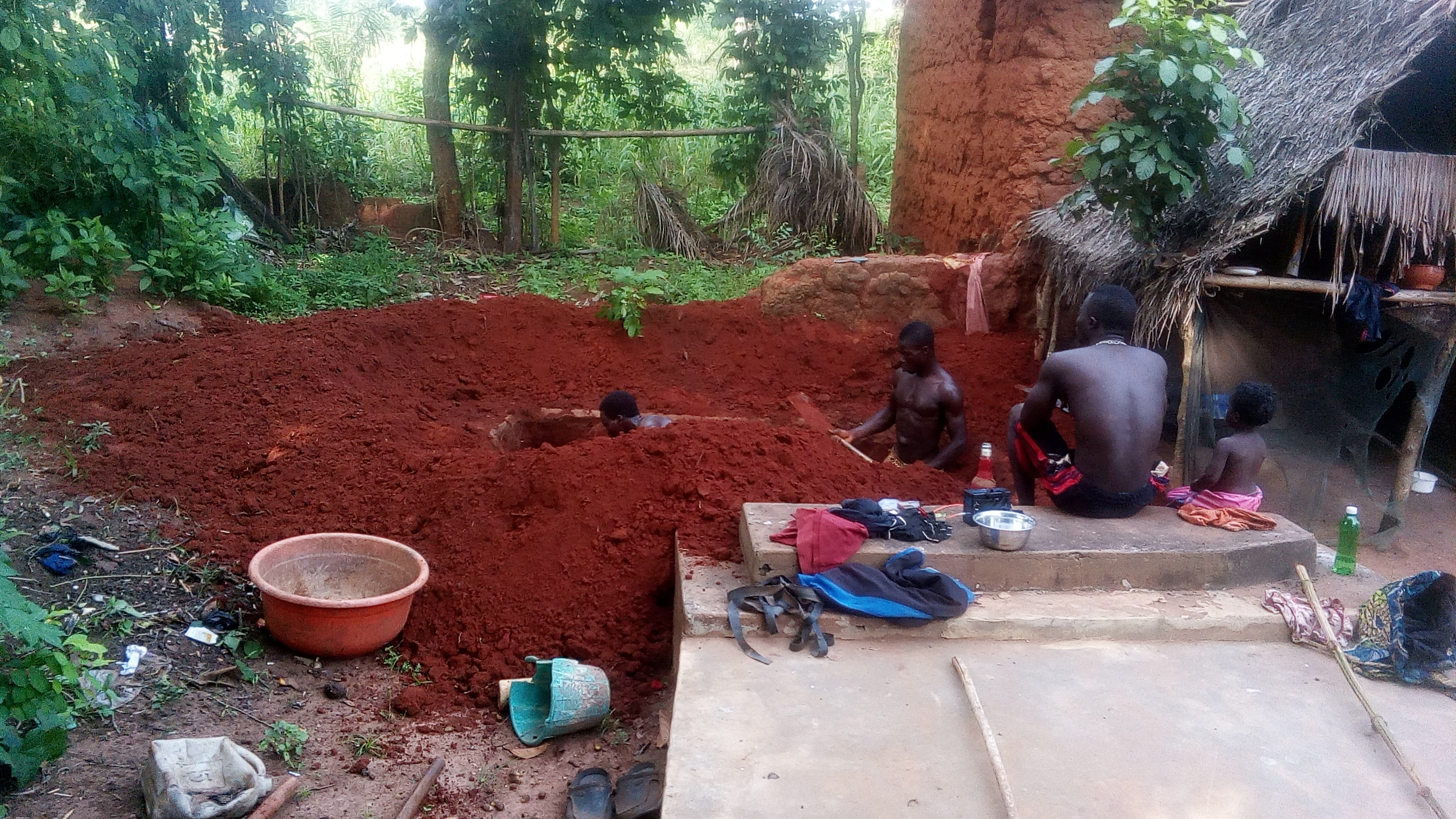
La pauvreté au Bénin.

1. la mortalité infantile (si un enfant est mort dans la famille) ;
2. la nutrition (si un membre de la famille est en malnutrition) ;
3. les années de scolarité (si aucun membre n'a fait cinq ans à école) ;
4. la sortie de l'école (si un des enfants a quitté l'école avant 8 ans) ;
5. l'électricité (si le foyer n'a pas l'électricité) ;
6. l'eau potable (s'il n'y en a pas à moins de 30 minutes de marche) ;
7. les sanitaires (s'il n'y en a pas ou bien partagés avec d'autres) ;
8. le sol de l'habitat (si le sol est couvert par de la boue, du sable ou du fumier) ;
9. le combustible utilisé pour cuisiner (si c'est du bois, du charbon de bois ou de la bouse) ;
10. les biens mobiliers (si pas plus d'un bien parmi : radio, télévision, téléphone, vélo ou moto).

L'indice s'intéresse aux foyers, comptabilisant les privations qui les touchent dans les domaines de la santé, de la scolarité et du niveau de vie. Les statistiques utilisées pour calculer l'indice 2010 ne sont pas toutes de la même année, allant de 2003 à 2007. La mise à jour de l'indice en 2014 utilise des données datant au pire de 2005, au mieux de 2012. L'indice est calculé selon la formule suivante :
{\displaystyle IPM=H\times A}
« H » désigne le pourcentage de personnes qui sont pauvres selon la définition de l'IPM, tandis que « A » désigne l'intensité de cette pauvreté (soit le pourcentage d'indicateurs de l'IPM qui sont concernés en moyenne). Une personne vivant dans une pauvreté multidimensionnelle vit « avec au moins 33 pour cent des indicateurs reflétant une privation aiguë dans les domaines de la santé, de l'éducation et du niveau de vie ».

## Résultats
Le travail statistique couvre 104 pays en développement (37 de l'Afrique subsaharienne, 24 d'Europe/CEI, 18 d'Amérique latine/Caraïbes, 11 du monde arabe, 9 de l'Asie de l'Est/Pacifique et 5 d'Asie du Sud), peuplés par 5,2 milliards d'habitants en 2007 (soit 78 % de la population mondiale). Parmi eux : 1 milliard 659 millions d'humains sont considérés par l'indice de la pauvreté multidimensionnelle comme étant pauvres, soit les plus pauvres des pauvres du monde.
Si les pays d'Afrique subsaharienne sont très nombreux dans le bas du classement (27 % des pauvres de la planète au sens du MPI), l'Asie du Sud concentre 51 % des pauvres du Monde (pour 29,5 % de la population des pays en développement). La répartition des pauvres se fait comme suit :
- Asie du Sud avec 843,8 millions (54,7 % de la population) ;
- Afrique subsaharienne avec 458 millions (64,5 % de la population) ;
- Asie de l'Est et Pacifique avec 255 millions (13,7 % de la population) ;
- Amérique latine et Caraïbes avec 51 millions (10,4 % de la population) ;
- Monde arabe avec 38,9 millions (17,9 % de la population) ;
- Europe et CEI avec 12,2 millions (3 % de la population).

L'indice de la pauvreté multidimensionnelle se rajoute donc aux autres outils de mesure des inégalités utilisés par l'ONU pour répondre aux Objectifs du millénaire : le produit intérieur brut par habitant (PIB/hab.), l'indice de développement humain (IDH) et l'indice de pauvreté humaine (IPH).
| Pays                             | IPM 2007 | Nombres de pauvres 2007 | Part des pauvres dans la population 2007 | IPM 2014 | Nombres de pauvres (année) | Part des pauvres dans la population (année) |
| -------------------------------- | -------- | ----------------------- | ---------------------------------------- | -------- | -------------------------- | ------------------------------------------- |
| Niger                            | 0,64     | 6 600 000               | 84,5 %                                   | 0,605    | 15 316 000 (2012)          | 89,3 % (2012)                               |
| Éthiopie                         | 0,58     | 70 700 000              | 90 %                                     | 0,564    | 78 070 000 (2011)          | 87,3 % (2011)                               |
| Mali                             | 0,56     | 10 800 000              | 87,1 %                                   | 0,457    | 11 883 000 (2012)          | 77,7 % (2012)                               |
| Burkina Faso                     | 0,54     | 12 100 000              | 82,6 %                                   | 0,535    | 13 054 000 (2010)          | 84 % (2010)                                 |
| Burundi                          | 0,53     | 6 600 000               | 84,5 %                                   | 0,454    | 7 458 000 (2010)           | 80,8 % (2010)                               |
| Somalie                          | 0,51     | 7 100 000               | 81,2 %                                   | 0,514    | 7 051 000 (2006)           | 81,2 % (2006)                               |
| République centrafricaine        | 0,51     | 3 700 000               | 86,4 %                                   | 0,430    | 3 374 000 (2010)           | 77,6 % (2010)                               |
| Guinée                           | 0,5      | 7 900 000               | 82,4 %                                   | 0,459    | 8 602 000 (2012)           | 75,1 % (2012)                               |
| Sierra Leone                     | 0,49     | 4 400 000               | 81,5 %                                   | 0,464    | 4 935 000 (2013)           | 81,0 % (2013)                               |
| Guinée-Bissau                    | ?        | ?                       | ?                                        | 0,462    | 1 126 000 (2006)           | 77,5 % (2006)                               |
| Mozambique                       | 0,48     | 17 500 000              | 79,8 %                                   | 0,389    | 17 109 000 (2011)          | 69,6 % (2011)                               |
| Liberia                          | 0,48     | 3 000 000               | 83,9 %                                   | 0,374    | 3 059 000 (2013)           | 71,2 % (2013)                               |
| Ouganda                          | ?        | ?                       | ?                                        | 0,367    | 24 576 000 (2011)          | 69,9 % (2011)                               |
| Timor oriental                   | ?        | ?                       | ?                                        | 0,360    | 735 000 (2009)             | 68,1 % (2009)                               |
| Afghanistan                      | ?        | ?                       | ?                                        | 0,353    | 19 256 000 (2010)          | 66,2 % (2010)                               |
| Maurice                          | ?        | ?                       | ?                                        | 0,352    | 2 054 000 (2007)           | 61,7 % (2007)                               |
| Angola                           | 0,45     | 13 600 000              | 77,4 %                                   | ?        | ?                          | ?                                           |
| Rwanda                           | 0,44     | 7 700 000               | 81,4 %                                   | 0,350    | 7 472 000 (2010)           | 69,0 % (2010)                               |
| Madagascar                       | 0,41     | 13 100 000              | 70,5 %                                   | 0,357    | 13 707 000 (2008)          | 66,9 % (2008)                               |
| Bénin                            | 0,41     | 6 000 000               | 72 %                                     | 0,307    | 6 253 000 (2011)           | 62,2 % (2011)                               |
| Comores                          | 0,41     | 440 000                 | 73,9 %                                   |          |                            |                                             |
| République démocratique du Congo | 0,39     | 45 700 000              | 73,2 %                                   | 0,401    | 50 696 000 (2013)          | 75,1 % (2013)                               |
| Malawi                           | 0,38     | 10 400 000              | 72,3 %                                   | 0,334    | 10 008 000 (2010)          | 66,7 % (2010)                               |
| Sénégal                          | 0,38     | 8 000 000               | 66,9 %                                   | 0,332    | 8 455 000 (2012)           | 59,8 % (2012)                               |
| Nigeria                          | 0,37     | 93 800 000              | 63,5 %                                   | 0,303    | 92 448 000 (2013)          | 53,2 % (2013)                               |
| Tanzanie                         | 0,37     | 27 000 000              | 65,3 %                                   | 0,332    | 29 484 000 (2010)          | 65,6 % (2010)                               |
| Mauritanie                       | 0,35     | 1 900 000               | 61,7 %                                   |          |                            |                                             |
| Népal                            | 0,35     | 18 300 000              | 64,7 %                                   | 0,217    | 12 003 000 (2011)          | 44,2 % (2011)                               |
| Tchad                            | 0,34     | 6 700 000               | 62,9 %                                   | 0,554    | 10 223 000 (2010)          | 87,2 % (2010)                               |
| Zambie                           | 0,33     | 7 800 000               | 63,7 %                                   | 0,328    | 7 770 000 (2007)           | 64,2 % (2007)                               |
| Gambie                           | 0,32     | 970 000                 | 60,4 %                                   | 0,324    | 896 000 (2005)             | 60,4 % (2005)                               |
| Côte d'Ivoire                    | 0,32     | 10 500 000              | 52,2 %                                   | 0,310    | 11 655 000 (2011)          | 58,7 % (2011)                               |
| Haïti                            | 0,31     | 5 600 000               | 57,3 %                                   | 0,248    | 5 026 000 (2012)           | 49,4 % (2012)                               |
| Kenya                            | 0,3      | 22 800 000              | 60,4 %                                   | 0,229    | 19 040 000 (2008)          | 47,8 % (2008)                               |
| Cameroun                         | 0,3      | 10 200 000              | 54,6 %                                   | 0,248    | 9 736 000 (2011)           | 46,0 % (2011)                               |
| Inde                             | 0,3      | 645 000 000             | 55,4 %                                   | 0,283    | 614 489 000 (2005)         | 53,7 % (2005)                               |
| Bangladesh                       | 0,29     | 91 200 000              | 57,8 %                                   | 0,253    | 78 385 000 (2011)          | 51,3 % (2011)                               |
| Togo                             | 0,28     | 3 400 000               | 54,3 %                                   | 0,250    | 3 139 000 (2010)           | 49,8 % (2010)                               |
| Yémen                            | 0,28     | 11 700 000              | 52,5 %                                   | 0,283    | 10 850 000 (2006)          | 52,5 % (2006)                               |
| Pakistan                         | 0,28     | 88 300 000              | 51 %                                     | 0,230    | 80 461 000 (2012)          | 44,2 % (2012)                               |
| Laos                             | 0,27     | 2 900 000               | 47,2 %                                   |          |                            |                                             |
| Cambodge                         | 0,26     | 7 700 000               | 53,9 %                                   | 0,212    | 6 593 000 (2010)           | 45,9 % (2010)                               |
| Sao Tomé-et-Principe             | 0,24     | 100 000                 | 51,6 %                                   |          |                            |                                             |
| Lesotho                          | 0,22     | 960 000                 | 48,1 %                                   |          |                            |                                             |
| Nicaragua                        | 0,21     | 2 300 000               | 40,7 %                                   |          |                            |                                             |
| République du Congo              | 0,21     | 1 600 000               | 40,6 %                                   | 0,181    | 1 722 000 (2011)           | 39,7 % (2011)                               |
| Namibie                          | 0,19     | 830 000                 | 39,8 %                                   | 0,187    | 823 000 (2006)             | 39,6 % (2006)                               |
| Eswatini / Swaziland             | 0,18     | 490 000                 | 41,1 %                                   |          |                            |                                             |
| Bolivie                          | 0,18     | 3 400 000               | 36,3 %                                   |          |                            |                                             |
| Zimbabwe                         | 0,17     | 4 800 000               | 38,5 %                                   |          |                            |                                             |
| Gabon                            | 0,16     | 500 000                 | 35,4 %                                   |          |                            |                                             |
| Honduras                         | 0,16     | 2 300 000               | 32,8 %                                   |          |                            |                                             |
| Ghana                            | 0,14     | 6 900 000               | 30,1 %                                   |          |                            |                                             |
| Maroc                            | 0,14     | 8 900 000               | 28,5 %                                   |          |                            |                                             |
| Djibouti                         | 0,14     | 230 000                 | 47,3 %                                   |          |                            |                                             |
| Guatemala                        | 0,13     | 3 500 000               | 25,9 %                                   |          |                            |                                             |
| Indonésie                        | 0,1      | 46 700 000              | 20,8 %                                   |          |                            |                                             |
| Birmanie                         | 0,09     | 7 000 000               | 14,2 %                                   |          |                            |                                             |
| Pérou                            | 0,09     | 5 600 000               | 19,8 %                                   |          |                            |                                             |
| Viêt Nam                         | 0,08     | 12 300 000              | 14,3 %                                   |          |                            |                                             |
| Tadjikistan                      | 0,07     | 1 100 000               | 17,1 %                                   |          |                            |                                             |
| Philippines                      | 0,07     | 11 200 000              | 12,6 %                                   |          |                            |                                             |
| Mongolie                         | 0,06     | 410 000                 | 15,8 %                                   |          |                            |                                             |
| Paraguay                         | 0,06     | 810 000                 | 13,3 %                                   |          |                            |                                             |
| Irak                             | 0,06     | 4 200 000               | 14,2 %                                   |          |                            |                                             |
| Chine                            | 0,06     | 165 800 000             | 12,5 %                                   | 0,056    | 161 573 000 (2002)         | 12,5 % (2002)                               |
| Guyana                           | 0,05     | 110 000                 | 13,8 %                                   |          |                            |                                             |
| République dominicaine           | 0,05     | 1 100 000               | 11,1 %                                   |          |                            |                                             |
| Suriname                         | 0,04     | 40 000                  | 7,5 %                                    |          |                            |                                             |
| Colombie                         | 0,04     | 4 100 000               | 9,2 %                                    |          |                            |                                             |
| Brésil                           | 0,04     | 16 200 000              | 8,5 %                                    |          |                            |                                             |
| Turquie                          | 0,04     | 6 200 000               | 8,5 %                                    |          |                            |                                             |
| Estonie                          | 0,03     | 90 000                  | 7,2 %                                    |          |                            |                                             |
| Égypte                           | 0,03     | 5 100 000               | 6,4 %                                    |          |                            |                                             |
| Belize                           | 0,02     | 20 000                  | 5,6 %                                    |          |                            |                                             |
| Syrie                            | 0,02     | 1 100 000               | 5,5 %                                    |          |                            |                                             |
| Azerbaïdjan                      | 0,02     | 460 000                 | 5,4 %                                    |          |                            |                                             |
| Sri Lanka                        | 0,02     | 1 100 000               | 5,3 %                                    |          |                            |                                             |
| Trinité-et-Tobago                | 0,02     | 70 000                  | 5,6 %                                    |          |                            |                                             |
| Kirghizistan                     | 0,02     | 260 000                 | 4,9 %                                    |          |                            |                                             |
| Mexique                          | 0,02     | 4 300 000               | 4 %                                      |          |                            |                                             |
| Afrique du Sud                   | 0,01     | 1 500 000               | 3,1 %                                    |          |                            |                                             |
| Argentine                        | 0,01     | 1 200 000               | 3 %                                      |          |                            |                                             |
| Tunisie                          | 0,01     | 280 000                 | 2,8 %                                    |          |                            |                                             |
| Jordanie                         | 0,01     | 160 000                 | 2,7 %                                    |          |                            |                                             |
| Équateur                         | 0,01     | 290 000                 | 2,2 %                                    |          |                            |                                             |
| Ouzbékistan                      | 0,01     | 620 000                 | 2,3 %                                    |          |                            |                                             |
| Moldavie                         | 0,01     | 80 000                  | 2,2 %                                    |          |                            |                                             |
| Arménie                          | 0,01     | 70 000                  | 2,3 %                                    |          |                            |                                             |
| Macédoine                        | 0,01     | 40 000                  | 1,9 %                                    |          |                            |                                             |
| Ukraine                          | 0,01     | 10 100 000              | 2,2 %                                    |          |                            |                                             |
| Croatie                          | 0,01     | 70 000                  | 1,6 %                                    |          |                            |                                             |
| Monténégro                       | 0,01     | 10 000                  | 1,5 %                                    |          |                            |                                             |
| Thaïlande                        | 0,01     | 1 100 000               | 1,6 %                                    |          |                            |                                             |
| Uruguay                          | 0,01     | 60 000                  | 1,7 %                                    |          |                            |                                             |
| Russie                           | 0,005    | 1 800 000               | 1,3 %                                    |          |                            |                                             |
| Albanie                          | 0,004    | 30 000                  | 0,96 %                                   |          |                            |                                             |
| Serbie                           | 0,003    | 80 000                  | 0,83 %                                   |          |                            |                                             |
| Bosnie-Herzégovine               | 0,003    | 30 000                  | 0,81 %                                   |          |                            |                                             |
| Hongrie                          | 0,003    | 80 000                  | 0,76 %                                   |          |                            |                                             |
| Géorgie                          | 0,003    | 40 000                  | 0,8 %                                    |          |                            |                                             |
| Territoires palestiniens         | 0,003    | 30 000                  | 0,69 %                                   |          |                            |                                             |
| Kazakhstan                       | 0,002    | 90 000                  | 0,59 %                                   |          |                            |                                             |
| Émirats arabes unis              | 0,002    | 30 000                  | 0,57 %                                   |          |                            |                                             |
| Lettonie                         | 0,001    | 10 000                  | 0,3 %                                    |          |                            |                                             |